# Miguel de Gurrea y Cerdan
Miguel de Gurrea y Cerdan (Regne d'Aragó, segle xv - segle xvi), va ser un noble aragonès, baró de Gurrea i lloctinent general de Mallorca (1512-1525).
Miguel de Gurrea, va ser baró de Gurrea, fill de Lope de Gurrea y de Gurrea. L'estiu de 1515 comandà l'expedició mallorquina de socors a la ciutat nord-africana de Bugia, assetjada pels corsaris musulmans. El gener de 1516 tornà a Mallorca, on establí una forta vigilància de les costes per por de les possibles represàlies musulmanes.
El 1517, per pressió del procurador reial Francesc Burgues, fou destituït del seu càrrec. L'any següent fou rehabilitat a petició dels menestrals, malgrat l'oposició de les autoritats reials i dels estaments privilegiats. Tornà a Mallorca el desembre de 1520, quan ja es perfilava la revolta de les Germanies, que esclatà el febrer de 1521. Gurrea intentà fer desistir de la rebel·lió els caps dels oficis, però finalment va fer empresonar set menestrals el 6 de febrer de 1521. Aquest fet precipità una revolta adreçada a alliberar els empresonats que culminà en la destitució de Gurrea el març de 1521. La causa de la seva suspensió va ser la seva condició d'aragonès, que l'inhabilitava del càrrec de virrei per un privilegi reial (1344) de Pere el Cerimoniós.
Miguel de Gurrea va ser odiat per les faccions aristocràtiques que veien en ell un executor de la política reformista de la monarquia, i després pels agermanats, que el consideraven el gran defensor de la situació injusta existent. Per això moltes vegades l'anomenaren amb els malnom de Borrelló, Fideu o Diablot.
Expulsat de Mallorca, Gurrea es refugià a Eivissa, a partir de maig de 1521, des d'on envià informes al rei Carles i preparà la lluita contra els agermanats. La seva presència impedí que la població eivissenca s'agermanàs amb Mallorca. L'octubre de 1522, el virrei, que s'havia refugiat a Eivissa desembarcà amb les tropes reials a Alcúdia, des d'on inicià la reducció de les viles de la part forana en les batalles de Muro, Son Fornari i finalment a la de Rafal Garcés el desembre de 1522. Posà tot d'una setge a la Ciutat de Mallorca, que es va retre el març de 1523. Gurrea dirigí una rigorosa repressió contra els agermanats, continuada a partir de 1525 pel seu successor Carles de Pomar.